# بنين (مدينة)

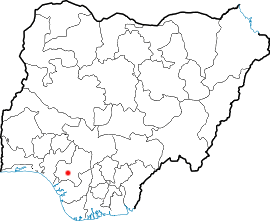
موقع مدينة بنين، نيجيريا

بنين مدينة في ولاية إدو، جنوب نيجيريا.
}}</ref> عدد سكانها 1147188 نسمة (2006). وهي ميناء على ضفاف نهر بنين، تبعد عن لاغوس بحوالي 200 ميل شرقاً، وهي مركز صناعة المطاط في نيجيريا.
توجد بها جامعة بنين وجامعة بينسون إيداهوسا، وبعض الآثار الجاذبة للسياح مثل متحف بنين الوطني، وقصر أوبا، ومنزل أوكادا. تأسست المدينة في القرن 10، وكانت عاصمة مملكة بنين.